# Magical Drop II
Magical Drop II est un jeu vidéo de puzzle développé par Data East en 1996 sur Neo-Geo MVS, Neo-Geo AES et Neo-Geo CD, Super Famicom et Saturn (NGM 221),,.

## Réédition
- Console virtuelle (Japon, Amérique du Nord, Europe)
- Téléphone mobile (mars 2014)